# Bridges to Babylon Tour
El Bridges to Babylon Tour fue una gira de conciertos de The Rolling Stones que se realizó entre los años 1997 y 1998 para promocionar el álbum Bridges to Babylon.

## Historia
La gira fue anunciada en una conferencia de prensa celebrada debajo del Puente de Brooklyn en Nueva York. El lema usado fue "Proves the World's Best Band is just that".
La gira comenzó el 9 de septiembre de 1997 en Toronto, Canadá, y constó de 65 espectáculos en América, 6 en Asia y 37 en Europa. La gira terminó el 19 de septiembre de 1998 en Estambul, Turquía.
Después de ensayar 19 actuaciones en Toronto, hubo 34 conciertos durante el otoño, 21 en invierno, 15 en primavera y 37 en verano. Cinco en total se cancelaron en Marsella, París, Lyon, Bilbao y Gijón y cinco más se aplazaron en Italia, Irlanda y el Reino Unido.
El escenario mostró una nueva era en el desarrollo de efectos especiales y luces. La mayoría de los espectáculos se llevaron a cabo de 9:00 p. m. a 11:00 p. m. La apertura del concierto, que se transformaría en su firma personal, consistía en una explosión de fuegos artificiales, seguida de la aparición la imagen de Keith Richards en una pantalla gigante ejecutando el clásico riff de "(I Can't Get No) Satisfaction". Esta también fue la primera vez que la banda usó un escenario B, recurso al que año antes había recurrido U2 en su Zoo TV Tour.
El Bridges to Babylon fue la gira más exitosa realizado por los Stones hasta aquel momento, superando el récord de ventas del Voodoo Lounge Tour de 1994-1995. Se cree que unas 4.577.000 asistieron a los 108 espectáculos de la gira: 2.020.000 en Europa, 2.009.000 en Norteamérica, 348.000 en Argentina/Brasil y 200.000 en Japón. El tour llegó a 25 países y se convirtió en el segundo más grande hecho en América del Norte de todos los tiempos (fue superado por su posterior A Bigger Bang Tour).
Las mejores grabaciones de la gira se vendieron un año más tarde en un álbum en vivo llamado No Security. Como resultado de este álbum, la banda comenzó otra gira llamada No Security Tour, que ocupó escenarios mucho más pequeños y contó con menos actuaciones. El concierto del Bridges to Babylon hecho en San Luis, Misuri se vendió en DVD y rápidamente se transformó en un éxito.
El concierto del 5 de abril en Buenos Aires, Argentina se editó el 9 de noviembre de 2019 como Bridges to Buenos Aires.

## Músicos
- Mick Jagger
- Keith Richards
- Ron Wood.
- Charlie Watts

Músicos adicionales: 
- Blondie Chaplin
- Lisa Fischer
- Bernard Fowler
- Darryl Jones
- Bobby Keys
- Chuck Leavell

## Set list
La gira ofreció viejos éxitos como "It's Only Rock'n'Roll", "Sympathy for the Devil" y "Brown Sugar", así como nuevas canciones como "Anybody Seen My Baby", "Saint Of Me" y "Out Of Control". La lista completa de piezas sufrió variaciones a medida que cambiaba el destino de los viajes, agregándose viejas y nuevas canciones.
A pesar de las modificaciones que sufría la lista, el grupo siempre empezaba con "Satisfaction" y terminaba con "Brown Sugar". El número de canciones por concierto fue bastante alto: 23 (5 más que en la posterior A Bigger Bang Tour). Mick Jagger canta en la mayoría de las piezas, con excepción de temas donde Keith Richards participa, como "Wanna Hold You" y "You Don't Have To Mean It". Las canciones más usadas del Bridges to Babylon fueron "Anybody Seen My Baby?", "Saint Of Me" y "Out Of Control".
Esta es la lista de canciones del concierto del 9 de noviembre de 1997, en el Dodger Stadium en Los Ángeles:
1. "(I Can't Get No) Satisfaction"
2. "It's Only Rock'n'Roll"
3. "Let's Spend the Night Together"
4. "Flip the Switch"
5. "Gimme Shelter"
6. "Anybody Seen My Baby?"
7. "Saint of Me"
8. "Bitch"
9. "Out Of Control"
10. "Under My Thumb": a petición de la audiencia
11. "Miss You"
12. - - Presentación del grupo - -
13. "All About You" (Keith Richards)
14. "Wanna Hold You" (Keith Richards)
15. "Little Queenie"
16. "The Last Time"
17. "You Got Me Rocking"
18. "Sympathy for the Devil"
19. "Tumbling Dice"
20. "Honky Tonk Women"
21. "Start Me Up"
22. "Jumpin' Jack Flash"
23. "Brown Sugar"

## Teloneros
Entre los teloneros se encontraron: Bob Dylan, Foo Fighters, Sheryl Crow, The Smashing Pumpkins, Pearl Jam, Dave Matthews, Matchbox 20, Fiona Apple, The Corrs, Third Eye Blind, The Wallflowers, Simple Minds, Dżem, Big Country y Meredith Brooks, Carlos Santana.
En Brasil, el telonero principal fue Bob Dylan y se unió a la banda en la canción "Like a Rolling Stone" en 2 conciertos.
En Argentina, Bob Dylan fue uno de los invitados especiales, pero se destacó la presencia de la banda Viejas Locas como teloneros debido a que actuaron en 4 de las 5 funciones que se llevaron a cabo en el Estadio Monumental de River Plate.

## Fechas

### Norteamérica
- 04/09/1997  Horseshoe Tavern - Toronto
- 18/09/1997  Double Door - Chicago
- 23/09/1997  Soldier Field - Chicago
- 25/09/1997  Soldier Field - Chicago
- 27/09/1997  Ohio Stadium - Columbus
- 30/09/1997  Winnipeg Stadium - Winnipeg
- 02/10/1997  Commonwealth Stadium - Edmonton
- 06/10/1997  Camp Randall Stadium - Madison
- 08/10/1997  Rich Stadium - Orchard Park
- 10/10/1997  Ericsson Stadium - Charlotte, North Carolina
- 12/10/1997  Veterans Stadium - Filadelfia
- 16/10/1997  Giants Stadium - East Rutherford
- 17/10/1997  Giants Stadium - East Rutherford
- 20/10/1997  Foxboro Stadium - Foxborough
- 21/10/1997  Foxboro Stadium - Foxborough
- 23/10/1997  Jack Kent Cooke Stadium - Landover
- 25/10/1997  Capitol Theater - Port Chester
- 26/10/1997  Vanderbilt Stadium - Nashville
- 28/10/1997  Owen Field - Norman
- 30/10/1997  University Stadium - Albuquerque
- 01/11/1997  Texas Motor Speedway - Fort Worth
- 07/11/1997  Sun Devil Stadium - Tempe
- 09/11/1997  Dodger Stadium - Los Ángeles, CA
- 10/11/1997  Dodger Stadium - Los Ángeles, CA
- 14/11/1997  Oakland Alameda County Coliseum - Oakland, CA
- 15/11/1997  Oakland Alameda County Coliseum - Oakland, CA
- 18/11/1997  Oakland Alameda County Coliseum - Oakland, CA
- 19/11/1997  Oakland Alameda County Coliseum - Oakland, CA
- 22/11/1997  MGM Grand Garden Arena - Las Vegas
- 25/11/1997  Hubert H. Humphrey Metrodome - Minneapolis
- 28/11/1997  Kingdome - Seattle
- 02/12/1997  Pontiac Silverdome - Pontiac
- 05/12/1997  Orange Bowl - Miami
- 07/12/1997  Citrus Bowl - Orlando
- 09/12/1997  Georgia Dome - Atlanta
- 12/12/1997  TWA Dome - San Luis (Misuri) (concierto registrado y emitido por televisión vía pago por visión; posteriormente lanzado en DVD)
- 05/01/1998  Colisée de Quebec - Ciudad de Quebec, Quebec
- 14/01/1998  Madison Square Garden - Nueva York
- 16/01/1998  Madison Square Garden - Nueva York
- 17/01/1998  Madison Square Garden - Nueva York
- 21/01/1998  The Pepsi Tent - Honolulu
- 23/01/1998  Aloha Stadium - Honolulu
- 24/01/1998  Aloha Stadium - Honolulu
- 28/01/1998  BC Place Stadium - Vancouver
- 30/01/1998  Rose Garden - Portland
- 31/01/1998  Rose Garden - Portland
- 03/02/1998  Qualcomm Stadium - San Diego, CA
- 07/02/1998  Autódromo Hermanos Rodríguez - Ciudad de México, México
- 09/02/1998  Autódromo Hermanos Rodríguez - Ciudad de México, México
- 12/02/1998  The Summit - Houston
- 13/02/1998  The Summit - Houston
- 15/02/1998  The Joint - Las Vegas

### Asia
- 12/03/1998  Tokyo Dome - Tokio, Japón
- 14/03/1998  Tokyo Dome - Tokio, Japón
- 16/03/1998  Tokyo Dome - Tokio, Japón
- 17/03/1998  Tokyo Dome - Tokio, Japón
- 20/03/1998  Osaka Dome - Osaka, Japón
- 21/03/1998  Osaka Dome - Osaka, Japón

### Sudamérica
- 29/03/1998  Estadio Monumental - Buenos Aires, Argentina
- 30/03/1998  Estadio Monumental - Buenos Aires, Argentina
- 02/04/1998  Estadio Monumental - Buenos Aires, Argentina
- 04/04/1998  Estadio Monumental - Buenos Aires, Argentina
- 05/04/1998  Estadio Monumental - Buenos Aires, Argentina
- 11/04/1998  Praça da Apoteose - Río de Janeiro, Brasil
- 13/04/1998  Estádio do Morumbi - São Paulo, Brasil

### Norteamérica
- 17/04/1998  Carrier Dome - Syracuse
- 19/04/1998  Molson Centre - Montreal
- 20/04/1998  Molson Centre - Montreal
- 23/04/1998  United Center - Chicago
- 26/04/1998  SkyDome - Toronto

### Europa
- 13/06/1998  Campo Zeppelín - Núremberg, Alemania
- 20/06/1998  Festival Site - Werchter, Bélgica
- 21/06/1998  Festival Site - Werchter, Bélgica
- 24/06/1998  Rheinstadion - Düsseldorf, Alemania
- 26/06/1998  Expo Gelaende - Hannover, Alemania
- 29/06/1998  Amsterdam ArenA - Ámsterdam, Países Bajos
- 01/07/1998  Amsterdam ArenA - Ámsterdam, Países Bajos
- 02/07/1998  Amsterdam ArenA - Ámsterdam, Países Bajos
- 05/07/1998  Amsterdam ArenA - Ámsterdam, Países Bajos
- 06/07/1998  Amsterdam ArenA - Ámsterdam, Países Bajos
- 09/07/1998  Pferderennbahn - Frauenfeld, Suiza
- 11/07/1998  Flugfeld - Wiener Neustadt, Austria
- 13/07/1998  Estadio Olímpico de Múnich - Múnich, Alemania
- 16/07/1998  Puerto de Málaga - Málaga, España
- 18/07/1998  Estadio de Balaídos - Vigo, España
- 20/07/1998  Estadio Olímpico Lluís Companys - Barcelona, España
- 25/07/1998  Stade de France - París, Francia
- 27/07/1998  Parkstadion - Gelsenkirchen, Alemania
- 29/07/1998  Idraetsparken - Copenhague, Dinamarca
- 31/07/1998  Nya Ullevi - Gotemburgo, Suecia
- 02/08/1998  Valle Hovin - Oslo, Noruega
- 05/08/1998  Estadio Olímpico de Helsinki - Helsinki, Finlandia
- 08/08/1998  Song Festival Grounds - Tallin, Estonia
- 11/08/1998  Estadio Olímpico Luzhniki - Moscú, Rusia
- 13/08/1998  Hala Olivia - Gdańsk, Polonia
- 14/08/1998  Stadion Śląski - Chorzów, Polonia
- 16/08/1998  Hala Torwar - Varsovia, Polonia
- 17/08/1998  Hala Urania - Olsztyn, Polonia
- 20/08/1998  Zagreb Hyppodrome - Zagreb, Croacia
- 22/08/1998  Prague Sport Hal - Praga, República Checa
- 26/08/1998  Estadio Olímpico de Berlín - Berlín, Alemania
- 28/08/1998  Festwiese - Leipzig, Alemania
- 30/08/1998  Trabrennbahn Bahrenfeld - Hamburgo, Alemania
- 02/09/1998  Weserstadion - Bremen, Alemania
- 05/09/1998  Malieveld - La Haya, Países Bajos
- 08/09/1998  Globen Arena - Estocolmo, Suecia
- 10/09/1998  Waldbühne - Berlín, Alemania
- 12/09/1998  Maimarkt - Mannheim, Alemania
- 16/09/1998  Estadio Olímpico de Atenas - Atenas, Grecia
- 19/09/1998  Ali Sami Yen Stadium - Estambul, Turquía
- 29/05/1999  Cannstatter Wasen - Stuttgart, Alemania
- 31/05/1999  Festivalgelaende Brennbichl - Imst, Austria
- 02/06/1999  Drafbaan Stadspark - Groninga, Países Bajos
- 04/06/1999  Murrayfield Stadium - Edimburgo, Escocia
- 06/06/1999  Don Valley Stadium - Sheffield, Inglaterra
- 08/06/1999  Shepherds Bush Empire - Londres, Inglaterra
- 11/06/1999  Wembley Stadium - Londres, Inglaterra
- 12/06/1999  Wembley Stadium - Londres, Inglaterra
- 15/06/1999  Monte Do Gozo - Santiago de Compostela, España
- 18/06/1999  Megaland - Landgraaf, Países Bajos
- 20/06/1999  Müngersdorfer Stadion - Colonia, Alemania

### Cancelado
- 05/06/1998  (Cancelado) Expo Site - Lyon, Francia
- 16/06/1998  (Cancelado) Estadio El Molinón - Gijón, España
- 16/06/1998  (Cancelado) Estadio Giuseppe Meazza - Milano, Italia
- 18/06/1998  (Cancelado) Estadio de San Mamés - Bilbao, España
- 22/07/1998  (Cancelado) Stade Vélodrome - Marseille, Francia
- 26/07/1998  (Cancelado) Stade de France - París, Francia